# Antocha yatungensis
Antocha yatungensis är en tvåvingeart som beskrevs av Alexander 1963. Antocha yatungensis ingår i släktet Antocha och familjen småharkrankar. Inga underarter finns listade i Catalogue of Life.